# Svartvattnet (Grundsunda socken, Ångermanland)
Svartvattnet är en sjö i Örnsköldsviks kommun i Ångermanland och ingår i Gideälven-Idbyåns kustområde. Sjön har en area på 0,196 kvadratkilometer och ligger 86 meter över havet. Sjön avvattnas av vattendraget Svartvattbäcken.

## Delavrinningsområde
Svartvattnet ingår i det delavrinningsområde (703030-166040) som SMHI kallar för Ovan Fäbodbäcken. Medelhöjden är 96 meter över havet och ytan är 3,7 kvadratkilometer. Det finns inga avrinningsområden uppströms utan avrinningsområdet är högsta punkten. Svartvattbäcken som avvattnar avrinningsområdet har biflödesordning 2, vilket innebär att vattnet flödar genom totalt 2 vattendrag innan det når havet efter 11 kilometer. Avrinningsområdet består mestadels av skog (92 procent). Avrinningsområdet har 0,2 kvadratkilometer vattenytor vilket ger det en sjöprocent på 5,3 procent.